# Babie lato (obraz Józefa Chełmońskiego)
Babie lato – obraz Józefa Chełmońskiego wykonany techniką olejną na płótnie, znajdujący się w zbiorach Muzeum Narodowego w Warszawie.

## Historia
Babie lato powstało w 1875 w Warszawie i jest pokłosiem wiosenno-letniej podróży Chełmońskiego na Kresy Wschodnie (w XXI wieku terytorium Ukrainy) rok wcześniej. Po tej podróży Chełmońskiego szczególnie pasjonowała obserwacja życia wsi oraz rytmów nadawanych życiu przez naturę. Dzieło stanowi przykład naturalistycznej odmiany polskiego realizmu. Na początku roku 1875 artysta wystawił obraz na sprzedaż w Towarzystwie Zachęty Sztuk Pięknych w Warszawie. Wiadomo, że artysta zabrał „Babie lato” do swojego mieszkania w Paryżu, prawdopodobnie około roku 1885 sprzedał je hrabiemu Ignacemu Korwin-Milewskiemu. W roku 1924 właścicielem obrazu był warszawski antykwariusz Abe Gutnajer. Do zbiorów Muzeum Narodowego w Warszawie kupiono dzieło od Józefa Wyganowskiego w maju 1924 roku. W czasie drugiej wojny światowej obraz pozostawał w gmachu Muzeum Narodowego. Stanisław Lorentz, ówczesny dyrektor MNW, w swoim dzienniku zapisał, że 29 września 1944 roku w tzw. sali saskiej użyto go do prowizorycznej ochrony wnętrz muzealnych – zasłaniał jedno z okien. Po jego interwencji obraz zdjęto i zabezpieczono. Ostatecznie został wywieziony, odnaleziony przez Bohdana Urbanowicza w magazynie sztuki austriackiego zamku Fischhorn w 1945 roku, rewindykowany z Salzburga 24 kwietnia 1946 roku. Według badań Marii Gołąb modelką pozującą do obrazu była niejaka Ludwika, która bywała w czasie powstawania obrazu w pracowni malarza w Hotelu Europejskim. Stanisław Masłowski, artysta zaprzyjaźniony z malarzami z Hotelu Europejskiego, uważał, że modelką była prostytutka „wykupiona z domu publicznego za 100 rubli, a następnie wydana za mąż za jakiegoś przyzwoitego rzemieślnika”.

## Opis obrazu
Obraz przedstawia młodą bosonogą pastuszkę, leżącą na ziemi i trzymającą w wyciągniętej ku górze prawej ręce nitki babiego lata. Z lewej strony na horyzoncie, znajdującym się w połowie wysokości obrazu i będącym główną linią podziału jego kompozycji, widać stado bydła i sylwetki chłopów. Spogląda ku nim czarny siedzący piesek.
Paleta barw, z przewagą odcieni brązów i szarości, jest stonowana i podkreśla nastrój pory późnego babiego lata. Szarobłękitne, lekko zachmurzone niebo wypełnia górną część obrazu. Jaśniejszy akcent stanowi biała spódnica i żółta chustka leżącej dziewczyny.

## Opinie
Wypowiedz Lucjana Siemieńskiego w czasopiśmie „Czas” z 25 czerwca 1875 nr 142:

Ta poetyczna pajęczyna, która może tyle marzeń obudzać w dziewczęciu, warta była trochę idealniejszej istoty, nie mówię już Sylfidy, ale przynajmniej prostej śmiertelniczki z umytemi nogami. Bosa nóżka stokroć wdzięczniejsza dla malarza, niż najładniejszy trzewik, ale warunek, że powinna być umytą.

## Galeria

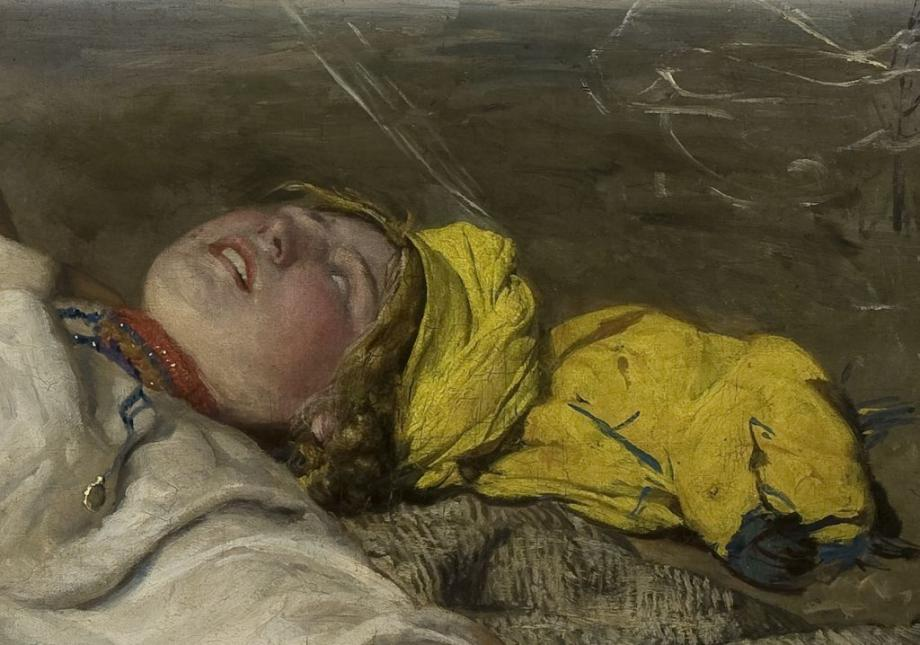
Detal, głowa
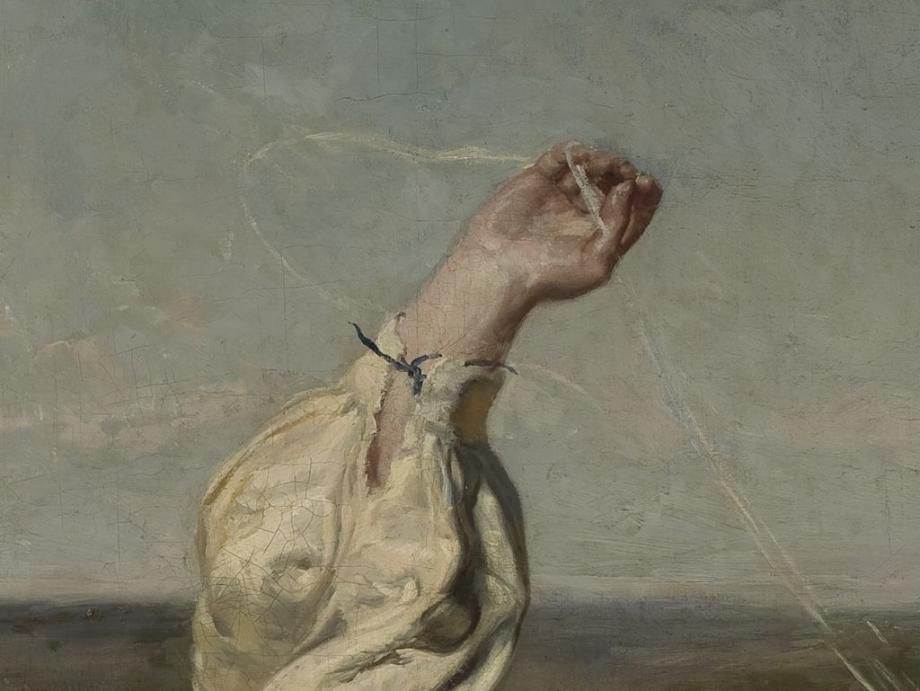
Detal, ręka
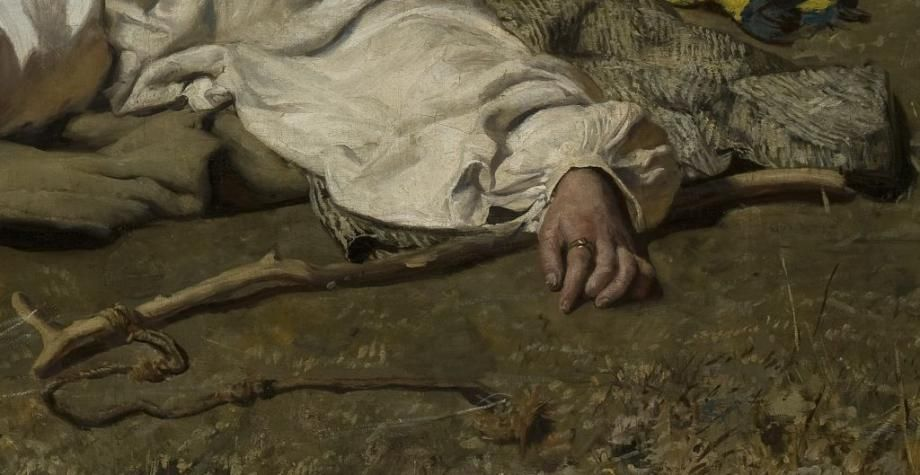
Detal, ręka i laska
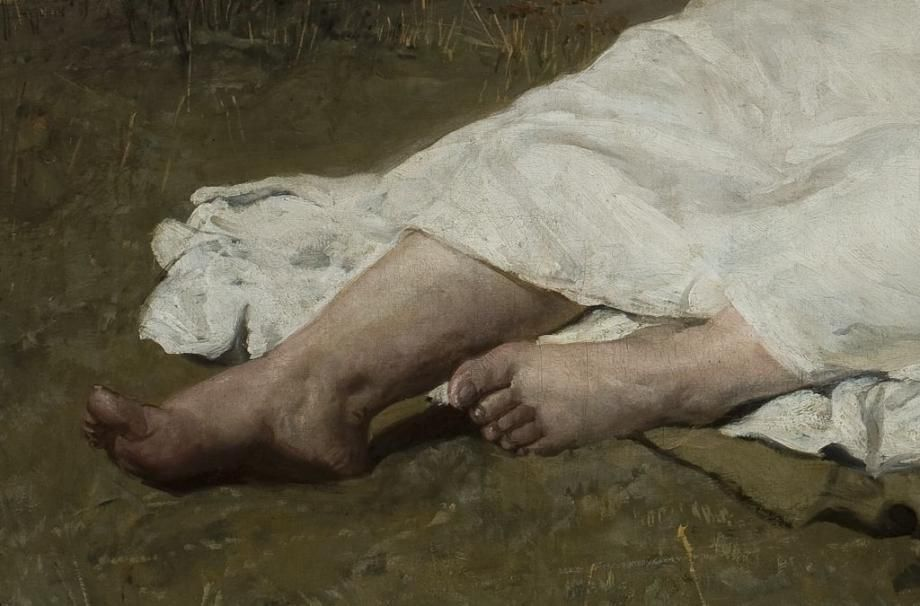
Detal, nogi
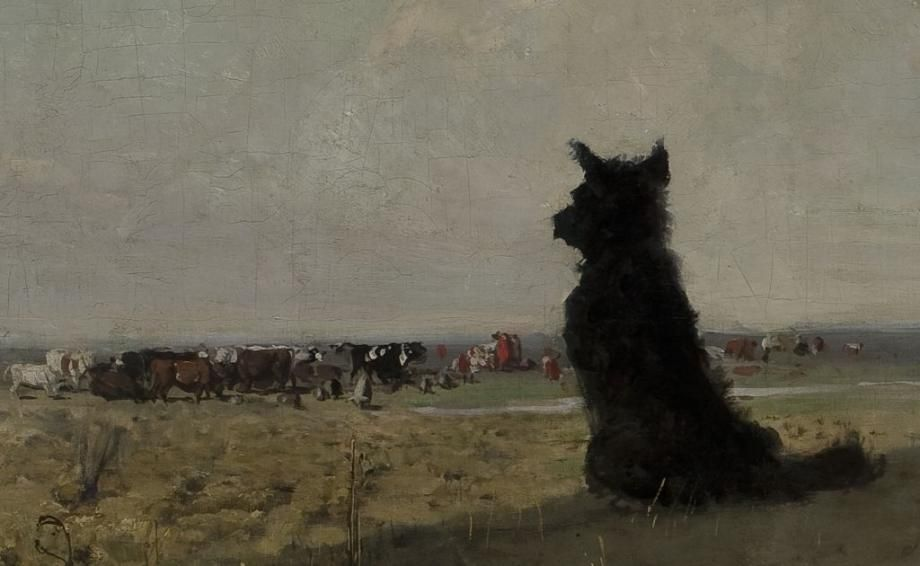
Detal, pies i krowy